# Kościół św. Mateusza w Opalenicy
Kościół Świętego Mateusza w Opalenicy – jeden z kościołów rzymskokatolickich w mieście Opalenica. Należy do dekanatu bukowskiego. Mieści się przy ulicy Farnej.
Świątynia późnogotycka ufundowana przez Jana Opalińskiego i zbudowana przez budowniczego Wojciecha Rudę około 1518, odbudowana po pożarze około 1620. Została przebudowana w 1841, kiedy to wzbogaciła się o kruchtę i południową kaplicę Przemienienia Pańskiego oraz w 1927, gdy murowane sklepienie, oparte na sześciu ośmiokątnych filarach, zostało wyburzone, a nawa została pokryta drewnianą, tynkowaną konstrukcją, przypominającą sklepienie kolebkowe z lunetami, podobne do tego w prezbiterium. Oryginalne sklepienie kolebkowe z 1620, z herbem Łodzia zachowało się w prezbiterium. W XVI stuleciu obok zakrystii została dobudowana kaplica Matki Bożej Pocieszenia, zaś na jej piętrze została umieszczona kaplica Matki Bożej Szkaplerznej. W wystroju wnętrza świątyni przeważa styl barokowy.

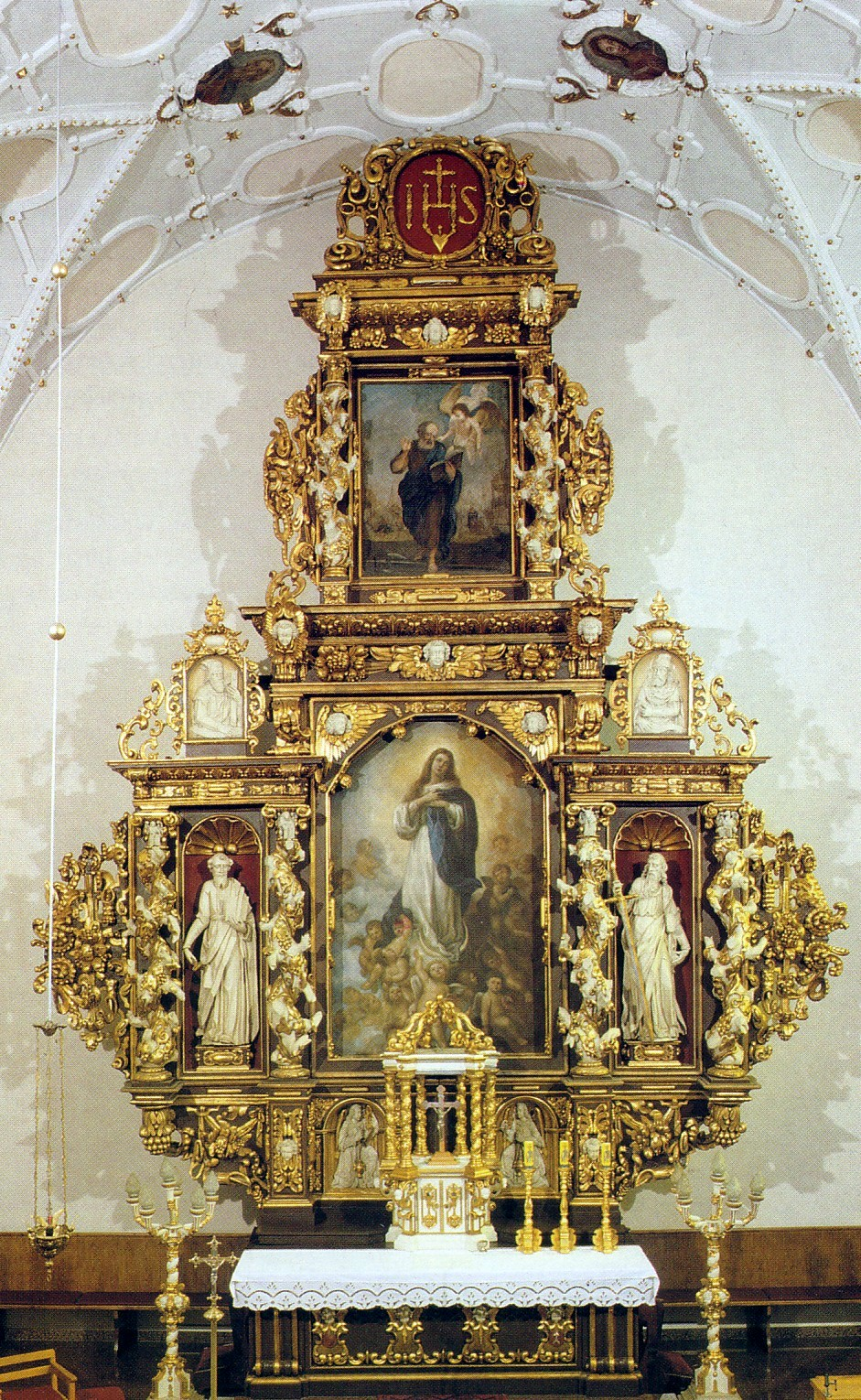
Ołtarz

W wykonanym przez włoskich artystów wczesnobarokowym bądź późnorenesansowym ołtarzu głównym z 1649 znajduje się namalowany w 1749 przez Wacława Graffa obraz św. Mateusza. Towarzyszy mu kopia obrazu Murilla Wniebowzięcie Najświętszej Maryi Panny, namalowana w 1929. W polach bocznych ołtarza znajdują się rzeźby świętych Piotra i Pawła.